# Cratere Rozhdestvenskiy
Rozhdestvenskiy è un grande cratere lunare di 181,15 km situato nella parte nord-orientale della faccia nascosta della Luna.